# کلاه‌پارچه‌ای اتکینسون
کلاه‌پارچه‌ای اتکینسون (نام علمی: Mycena atkinsonii) نام یک گونه از سرده کلاه‌پارچه‌ای‌ها است.